# Esteban Righi
Pour les articles homonymes, voir Righi.
Esteban Justo Antonio Righi (né le 4 septembre 1938 à Resistencia et mort le 5 mars 2019 à Buenos Aires,) est un procureur de la Nation argentine, nommé en juin 2004 par le président Nestor Kirchner. 
Ministre de l'Intérieur du gouvernement d'Héctor Cámpora (mai - juillet 1973), il s'est exilé au Mexique en 1974, où il fut professeur de droit à l'Université autonome de Mexico. Revenu au pays lors de la transition démocratique, il y est devenu professeur de droit pénal, étant l'auteur de nombreux traités juridiques.

## Biographie
Né dans une famille non péroniste du Chaco, Esteban Righi, qui a trois enfants, a étudié au Lycée militaire et fut reçu docteur en droit pénal à l'université de Buenos Aires en 1968. Durant ses études, il fut l'assistant du député radical Roberto Cabiche. Il devint alors l'ami d'Héctor Pedro Cámpora, le fils d'Héctor Cámpora, et ouvre avec celui-là un cabinet d'avocats.
Appartenant à l'aile gauche du péronisme, qu'il n'a jamais renié, il accompagne Héctor Cámpora, nommé délégué personnel de Juan Perón, à partir de 1971, et participe au syndicat des avocats qui défend les prisonniers politiques de la dictature de la « Révolution argentine ». 

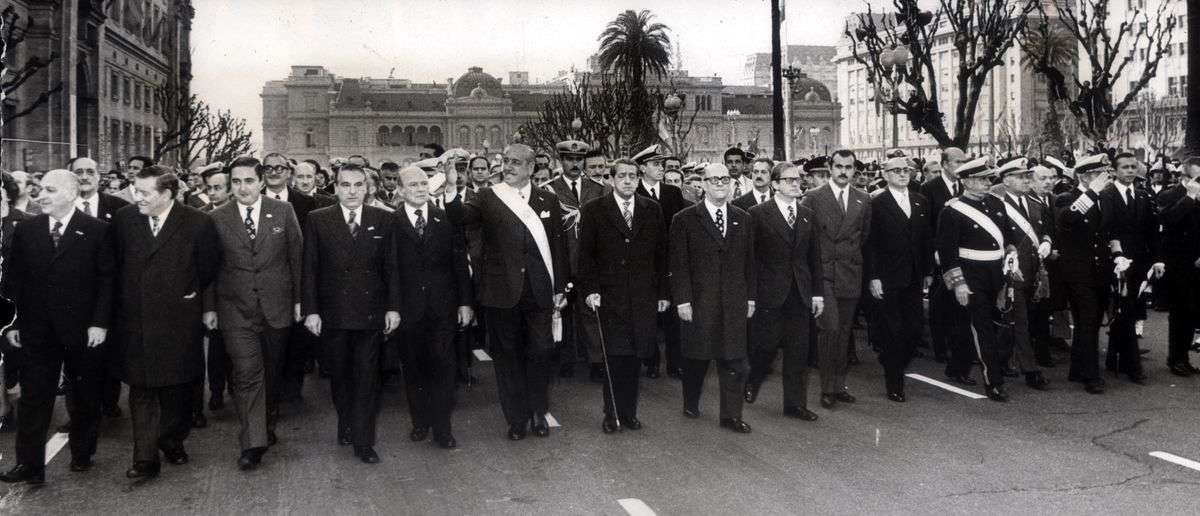
Héctor Cámpora et son cabinet de ministres (25 mai 1973) ; Esteban Righi (3ème à gauche).

Nommé ministre de l'Intérieur après les élections de mars 1973, il ordonne la dissolution de la police politique ainsi que la destruction des archives des services de renseignement de la dictature. Il déclara le 5 juin 1973 aux chefs de la Police fédérale qu'il fallait « respecter ses concitoyens dans n'importe quelle circonstance, considérer comme innocent tout citoyen jusqu'à preuve du contraire, et se comporter avec humanité même devant un coupable. » Le 20 juin 1973, le général Perón, de retour d'exil, lui retirait toute responsabilité pour l'organisation de son accueil à Ezeiza, déléguant celle-ci au colonel Jorge Osinde, proche de l'extrême-droite péroniste et chargé de la Commission pro-retour du mouvement péroniste. Le retour du général se solda par le massacre d'Ezeiza, et Cámpora démissionna le mois suivant. Avec le ministre des Affaires étrangères Juan Carlos Puig, Righi fut le seul à ne pas être reconduit dans ses fonctions par le président par intérim Raúl Lastiri.
Menacé par l'escadron de la mort de la Triple A, dirigé par José López Rega, l'éminence grise de Perón, il s'exila au Mexique fin 1974, plus d'un an avant le coup d'État de mars 1976. Là-bas, il participa au CAS, le comité d'exilés qui avait pris ses distances avec le Cospa du professeur Rodolfo Puiggrós, plus proche des guérilleros.
À son retour en Argentine lors de la transition démocratique, il devient professeur de droit pénal, et milite au sein du groupe de rénovateurs péronistes, avec Antonio Cafiero. Il devient le conseiller de José Luis Manzano (es), prenant ses distances après que celui-ci s'est rapproché du menemisme. Il travailla en tant que conseiller de l'entreprise publique Petroquímica Bahía Blanca jusqu'à sa privatisation, et se consacra alors à l'Université, où il avait comme professeur adjoint Alberto Fernández, qui devint le chef de cabinet de Néstor Kirchner.
En octobre 1998, il participa à la création du groupe Calafate, un think-tank soutenant le péroniste Eduardo Duhalde contre le président néolibéral péroniste Carlos Menem. Celui-là deviendra finalement le support de l'ascension de Kirchner.

## Publications
- (es) La Culpabilidad En Materia Penal (2003)
- (es) La Imputacion Subjetiva (2002)
- (es) Antijuricidad y Justificacion (2002)
- (es) Teoria De La Pena (2001)
- (es) Los Delitos Economicos (2000)
- (es) Delitos Por Emision Ilegal De Cheques (1997)
- (es) Derecho Penal: la Ley, el Delito, el Proceso y la Pena (1996, avec Alberto Angel Fernandez)
- (es) Derecho Penal Economico Comparado (1991)
- (es) El Aborto: Tres Ensayos Sobre-- Un Crimen (1984, avec Luis de la Barreda Solorzano et Zulita Fellini Gandulfo)